# Konyár
Konyár ist eine Gemeinde im Kreis Derecske im Osten von Ungarn, am rechten Ufer des Flusses Kék-Kálló an der Grenze zu Rumänien.

## Geografie
Konyár grenzt an folgende Gemeinden:
| Derecske                | Hajdúbagos                                  |             |
|                         | Kompassrose, die auf Nachbargemeinden zeigt | Hosszúpályi |
| Szentpéterszeg Gáborján | Hencida                                     | Esztár      |

## Geschichte
Die Siedlung existierte bereits im 10. Jahrhundert. Nach dem Váradi Regestrum (lateinisch: Regestrum Varadiense) – Varadinum und Várad sind ältere Namen von Oradea – war sie Sitz des Geschlechts Ákos. Herausragend ist die ursprünglich im romanischen Stil erbaute calvinistisch-reformierte Kirche aus dem 13. Jahrhundert. Sie wurde – außer dem Turm – 1741-44 in Barock umgebaut.

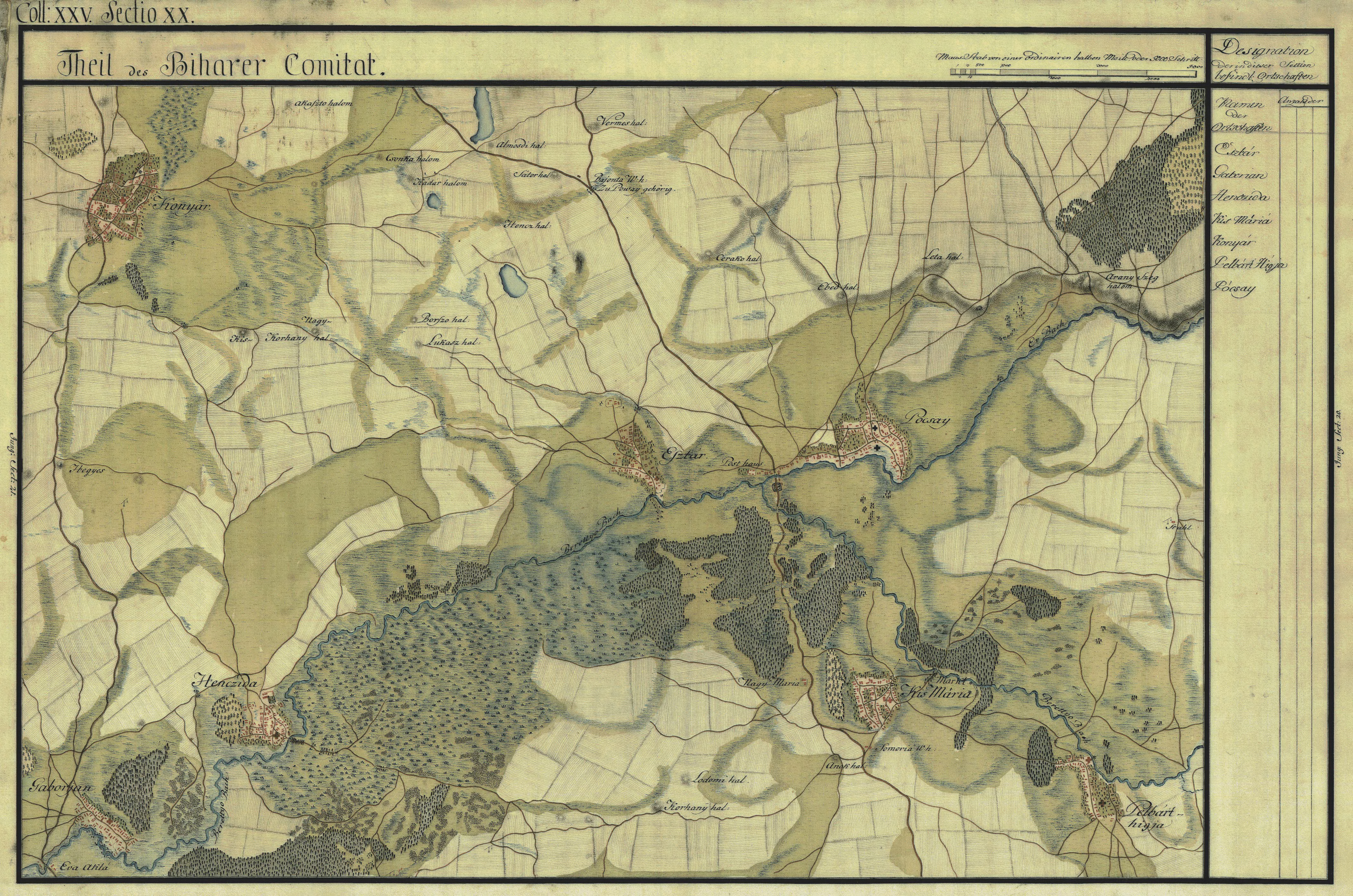
Konyár (links oben) um 1782 (Aufnahmeblatt der Josephinischen Landesaufnahme)
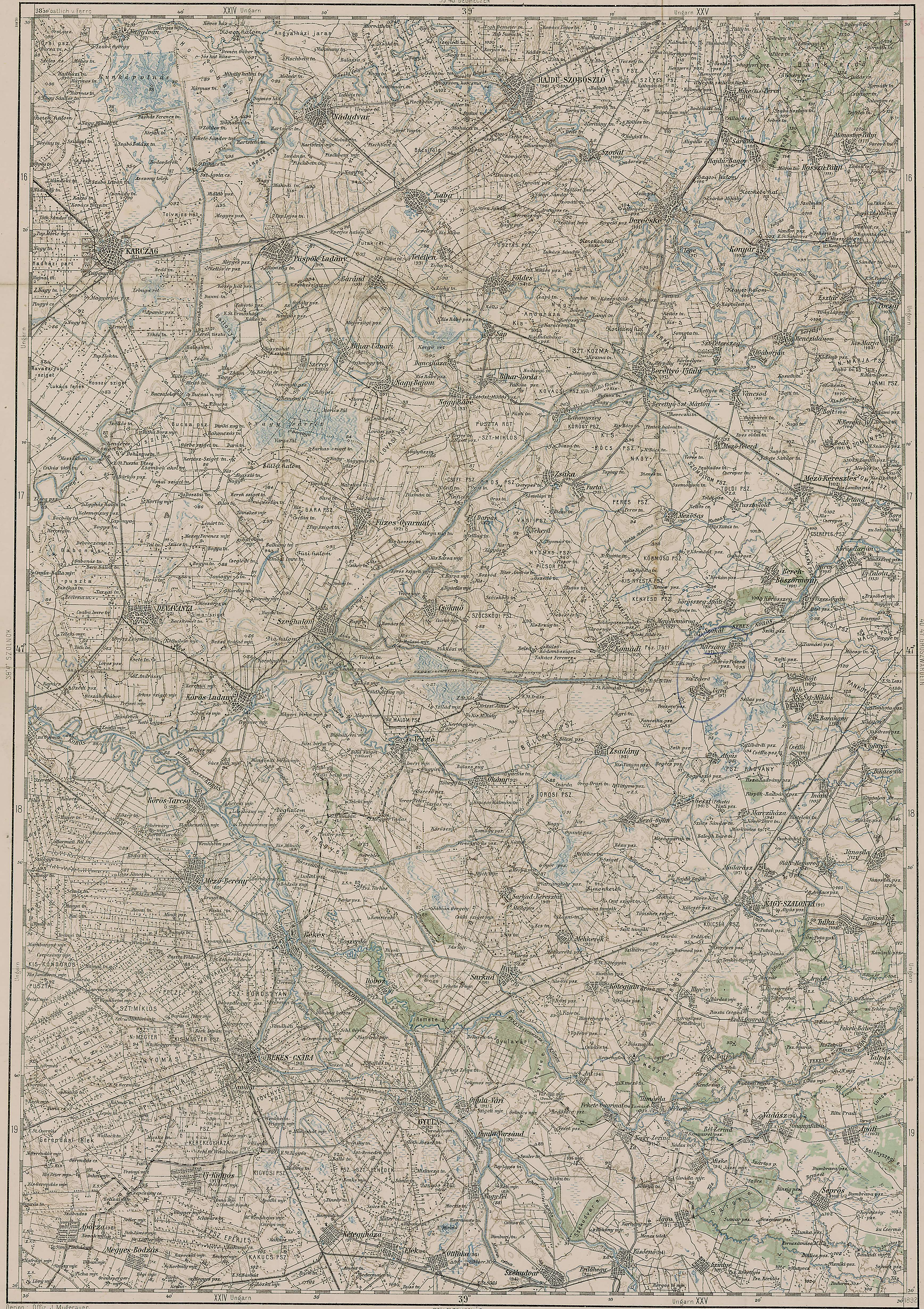
Konyár (N 47° 19'; O 39° 21') um 1892 (Aufnahmeblatt der Franzisco-Josephinischen Landesaufnahme)

## Wirtschaft und Verkehr
Der Ort ist an die Bahnstrecke Debrecen–Nagykereki angeschlossen.

## Partnerschaft
Marghita, Rumänien